# Arman
Arman, egentligen Armand Pierre Fernandez, född 17 november 1928 i Nice, Frankrike, död 22 oktober 2005 i New York, USA, var en franskfödd amerikansk målare och skulptör.
Hans skulptur ”Flerhalsad cello”, inköpt av GDJ-fonden, finns i foajén till Gävle konserthus.